# باث (نيو برونزويك)
باث (بالإنجليزية: Bath, New Brunswick)‏ هي قرية تقع في كندا في Carleton County, New Brunswick. يقدر عدد سكانها بـ 532 نسمة ومساحتها 2.03 كم2 .